# Borgoforte
Borgoforte är en ort och frazione i kommunen Borgo Virgilio i provinsen Mantua i regionen Lombardiet i Italien. 
Borgoforte upphörde som kommun den 4 februari 2014 och bildade med den tidigare kommunen Virgilio den nya kommunen Borgo Virgilio. Den tidigare kommunen hade 3 529 invånare (2013).